# Scharnhorst-klass (kryssare)
Scharnhorst-klassen var den sista klassen av traditionella pansarkryssare som byggdes av den tyska kejserliga flottan. Klassen bestod av två fartyg, Scharnhorst och Gneisenau. De var större än de kryssare i Roon-klassen som föregick dem; den extra storleken användes främst för att öka huvudbestyckningen av 21 cm-kanoner från fyra till åtta. Fartygen var de första tyska kryssarna som nådde jämbördighet med sina brittiska motsvarigheter. Fartygen är uppkallade efter de preussiska arméreformatorerna Gerhard von Scharnhorst och August von Gneisenau.
Scharnhorst och Gneisenau byggdes för tjänstgöring bortom Tysklands hemmavatten och placerades 1909 respektive 1910 i Östasieneskadern. Scharnhorst avlöste den gamla pansarkryssaren Fürst Bismarck som eskaderns flaggskepp, som hade varit stationerad där sedan 1900. Båda fartygen hade korta karriärer; strax före utbrottet av första världskriget lämnade fartygen den tyska kolonin i Tsingtao. Den 1 november 1914 förstörde fartygen en brittisk styrka i sjöslaget vid Coronel och åsamkade Royal Navy sitt första nederlag sedan slaget vid Plattsburgh 1814. Östasieneskadern, inklusive de båda fartygen i Scharnhorst-klassen, förintades därefter i slaget vid Falklandsöarna den 8 december.

## Design

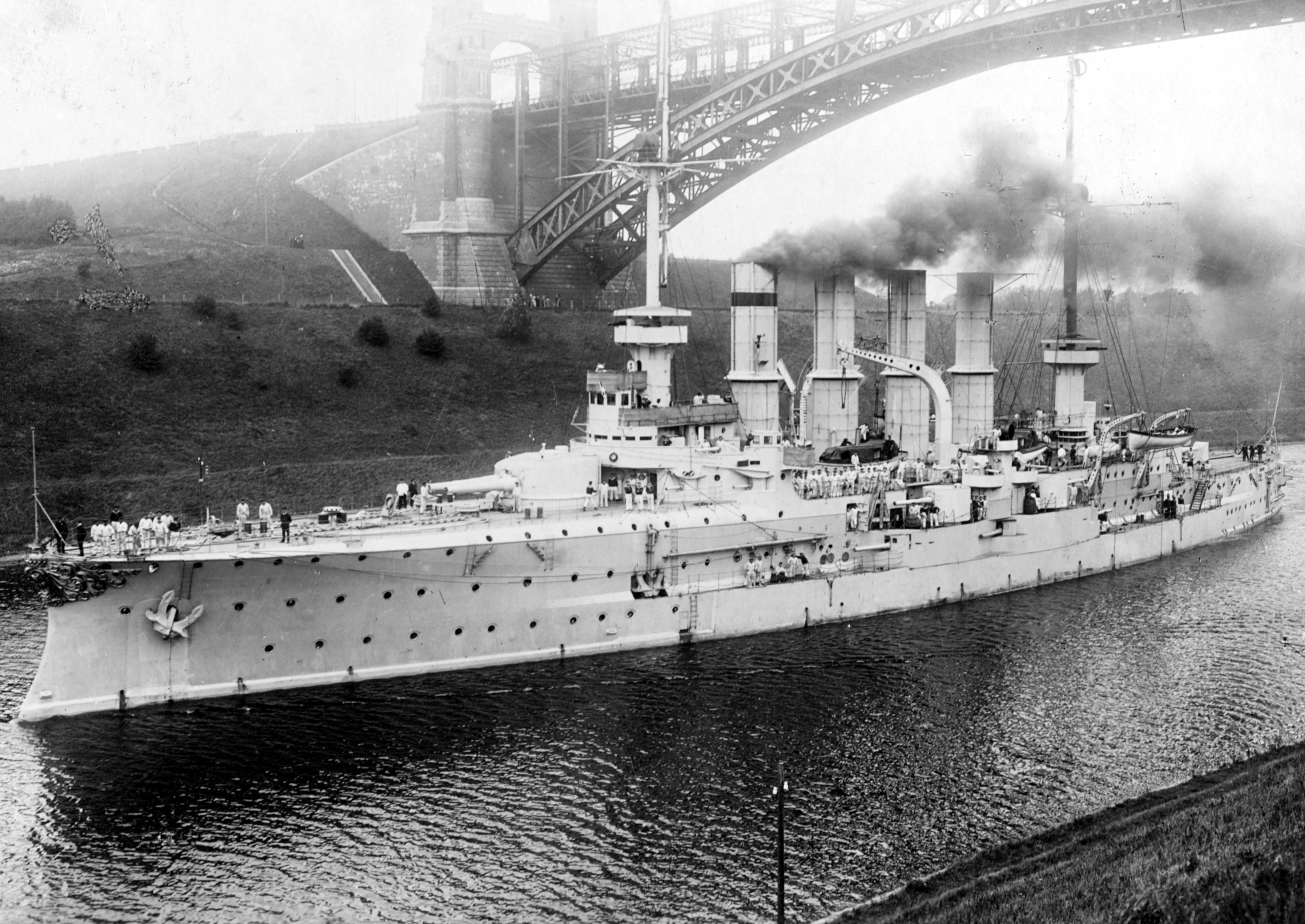
En Roon-klass kryssare, klassen som var föregångaren till Scharnhorst-kryssarna.

I den andra sjöfartslagen i Tyskland, som antogs år 1900, planerades en styrka på fjorton pansarkryssare som både skulle tjänstgöra utomlands i Tysklands koloniala imperium och som spanare för den huvudsakliga stridsflottan i tyska vatten. Det marina expansionsprogrammet var i första hand riktat mot den brittiska Royal Navy, som då ägde världens främsta sjöstridskrafter. Tysklands pansarkryssarstyrka följde en serie iterativa utvecklingar baserade på kryssaren Prinz Heinrich, och Scharnhorst-klassen utgjorde kulmen på denna evolutionära utveckling.
Under utformningen av klassen begärde generaldepartementet att de nya kryssarna skulle kunna strida i stridslinjen om de tyska slagskeppen skadades och inte kunde fortsätta striden. Hittills hade detta inte tagits i beaktande i den tyska pansarkryssarkonstruktionen, och därför skulle det krävas en betydande ökning av både eldkraft och pansar för att tillgodose detta. Detta krävde i sin tur mycket större fartyg, och Scharnhorst-klassen var följaktligen cirka 2 000 ton tyngre än de föregående Roon-klassen. Viktökningen säkrade en fördubbling av huvudbatteriet, en 50-procentig ökning av bältespansaret och en ökning av toppfarten med mer än en knop jämfört med Roon-klassen. Hastighetsökningen uppnåddes genom tillägg av två pannor som gav 7 100 hästkrafter mer effekt till framdrivningssystemet. Som ett resultat av dessa förbättringar var Scharnhorst-klassen den första tyska pansarkryssaren som jämfördes positivt med sina utländska motsvarigheter.
Flera andra mindre ändringar infördes, bland annat en förstärkning av det tertiära batteriet med 8,8 cm kanoner till den nivå som används i samtida slagskepp som Deutschland-klassen. Konstruktörsstaben övervägde att lägga till ett par av dessa kanoner på taket på besiktningstornet tak bredvid bryggan, men erfarenheterna av samma arrangemang på slagskeppen i Braunschweig-klassen visade att den överdrivna sprängverkan störde kontrollen av fartygen, och därför undertrycktes dessa kanoner i Scharnhorst-konstruktionen.

### Generella egenskaper och maskineri

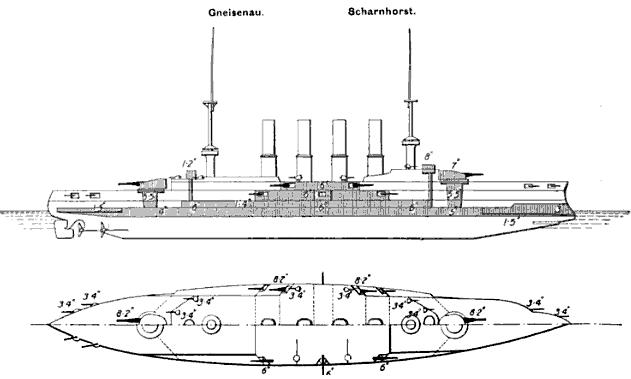
En ritning av en Scharnhorst-klass kryssare.

Fartygen i klassen var 144,60 meter långa totalt och 143,80 meter långa vid vattenlinjen. De hade en bredd på 21,60 m, ett djupgående på 8,37 m och ett deplacement på 11 616 ton standard och 12 985 ton vid full last. Fartygens skrov var konstruerade av tvärgående och längsgående stålramar, över vilka den yttre skrovplåten var nitad. Fartygen hade 15 vattentäta skott och en dubbelbotten som sträckte sig över 50 % av skrovets längd.
Fartygen hade en standardbesättning på 38 officerare och 726 värnpliktiga. Scharnhorst, som var eskaderns flaggskepp, hade en större besättning med ytterligare 14 officerare och 62 man. Gneisenau, när den tjänstgjorde som eskaderns andra flaggskepp, hade en extra personalstyrka på 3 officerare och 25 man.
Fartygen i Scharnhorst-klassen använde samma maskineri som i den föregående Roon-klassen: tre trecylindriga trippelexpansionsmotorer. Varje motor drev en enskild propeller; Scharnhorst hade en axel i mitten med en diameter på 4,7 meter medan de yttre två var 5 meter breda. Gneisenaus propellrar var något mindre, 4,60 meter breda på den mittersta axeln och 4,80meter m på det yttre paret. Trippelexpansionsmotorerna försörjdes med ånga av 18 koleldade vattenrörspannor med 36 eldstäder. Motorerna var konstruerade för att ge 26 000 hästkrafter (19 000 kW), men vid försök uppnådde de högre siffror – 28 782 shp för Scharnhorst och 30 396 shp för Gneisenau. Fartygen hade en toppfart på 22,5 knop (41,7 km/h), men vid provturer seglade Scharnhorst med en maximal hastighet på 23,5 knop (43,5 km/h), medan Gneisenau kom upp i 23,6 knop (43,7 km/h). Fartygen medförde normalt 800 ton kol, även om de kunde rymma upp till 2 000 ton kol. Detta gav en maximal räckvidd på 4 800 nautiska mil (8 900 km) vid en marschfart på 14 knop (26 km/h). Fartygen hade ett enda roder.

### Bestyckning

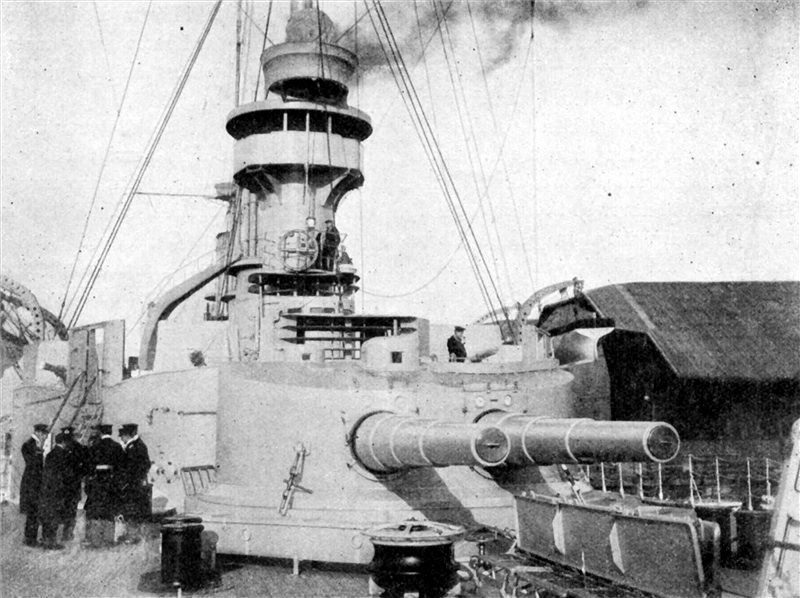
Akter kanontorn på Scharnhorst.

Fartygens huvudbatteri bestod av åtta 21 cm SK L/40-kanoner, fyra i dubbla kanontorn, ett för och ett akter om huvudbyggnaden på mittlinjen, och de återstående fyra var monterade i enkla kasematter mittskepps. Tornen var av typen DrL C/01, som var hydrauliskt styrda, och fästena gav ett höjdintervall från –5 till +30 grader. Kasematterna använde elmotorer för att sikta in kanonerna, men elevationen var handmanövrerad. Dessa kanoner avfyrade en 108 kilo tung pansarbrytande granat med en utgångshastighet på 780 meter per sekund. Tornen hade en maximal räckvidd på 16 200 meter, medan kasematterna endast kunde bekämpa mål på 12 300 meter. Kanonerna var försedda med totalt 700 patroner.
Den sekundära beväpningen bestod av sex 15 cm SK L/40-kanoner i individuella kasematter. Dessa kanoner avfyrade en 40 kg tung granat med en utgångshastighet på 800 m/s. De kunde höjas till 30 grader, vilket gav en maximal räckvidd på 13 900 meter. För försvar på nära håll mot torpedbåtar hade fartygen ett sekundärartilleri på arton 8,8 cm SK L/35-kanoner, som var monterade i individuella kasematter på överbyggnaden. 8,8 cm-kanonerna kunde avfyra en 7 kg granat med en utgångshastighet på 770 m/s. Kanonerna hade en maximal höjd på 25 grader och en räckvidd på 9 100 meter.
Som brukligt var för örlogsfartyg på den tiden var Scharnhorst-klassens fartyg utrustade med fyra 45 cm torpedtuber. En var monterad i fören, en på varje bredsida och den fjärde var placerad i aktern. Fartygen försågs med totalt 11 torpeder. C/03-torpeden hade en stridsspets på 147,5 kg och en räckvidd på 1 500 m vid en hastighet på 31 knop (57 km/h) och 3 000 m vid 26 knop (48 km/h).

### Pansar
Som standard för tyska örlogsfartyg skyddades Scharnhorst-klassen av Krupp-pansar. De hade ett 150 mm tjockt pansarbälte i fartygets centrala del, som sträckte sig från det främre besiktningstornet till strax akter om det bakre tornet, där framdrivningsmaskineriet var placerat. Detta var en betydande ökning av tjockleken jämfört med tidigare tyska pansarkryssare. Tester på marinens skjutbana i Meppen hade visat att det 100 mm stora bälte som användes i alla tidigare konstruktioner var för tunt för att stoppa de medelkalibriga granater som kryssarna troligen skulle möta i strid. Bältet minskade till 80 mm i vardera änden av det centrala citadellet; det sträckte sig ända fram till fören och nästan helt till aktern, vars yttersta ände inte var bepansrad. Hela bältet var bakåtriktat med teakplankor. Det huvudsakliga pansrade däcket varierade i tjocklek från 60 mm över kritiska områden och ner till 35 mm på andra ställen. Däcket lutade nedåt för att ansluta till bältet vid dess nedre kant; denna del var mellan 40 och 55 mm tjock.
Det främre tornet hade 200 mm tjocka sidor och ett 30 mm tjockt tak. Det bakre tornet var mindre väl bepansrat, med sidor som endast var 50 mm tjocka och ett tak som var 20 mm tjockt. Huvudbatteriets kanontorn hade 170 mm tjocka sidor och 30 mm tjocka tak, medan kanonerna mittskepps skyddades med 150 mm tjocka kanonsköldar och 40 mm tjocka tak. Barbetterna som stödde tornen var 140 mm tjocka. 15 cm-batteriet skyddades av ett pansarband som var 130 mm tjockt, medan själva kanonerna skyddades av 80 mm tjocka sköldar.

## Skepp i klassen
| Namn        | Varv                  | Namne                          | Påbörjad         | Sjösättning  | Levererad       |
| ----------- | --------------------- | ------------------------------ | ---------------- | ------------ | --------------- |
| Scharnhorst | Blohm & Voss, Hamburg | Gerhard von Scharnhorst        | 22 mars 1905     | 23 mars 1906 | 24 oktober 1907 |
| Gneisenau   | AG Weser, Bremen      | August Neidhardt von Gneisenau | 28 december 1904 | 14 juni 1906 | 6 mars 1908     |

## Tjänstgöring
Efter leveransen tilldelades båda fartygen i klassen den tyska Östasiatiska eskadern, där Scharnhorst tjänstgjorde som amiral Maximilian von Spees flaggskepp. Scharnhorst och Gneisenau betraktades som fartyg med vältränade besättningar; båda fartygen fick utmärkelser för sin välriktade eld. I början av första världskriget befann sig de två fartygen på en rutinkryssning i Karolinerna, medan resten av Spees eskader var utspridd i Stilla havet. Japans krigsförklaring mot Tyskland övertygade Spee om att konsolidera sin styrka med kryssarna Leipzig och Dresden från den amerikanska basen och bege sig till Chile för att bunkra. Flottiljen skulle sedan försöka återvända till Tyskland via Atlanten. Spee hade också för avsikt att angripa de tre brittiska kryssarna under ledning av amiral Christopher Cradock, samt all brittisk sjöfart som han stötte på. Den 22 september närmade sig Scharnhorst och Gneisenau ön Papeete i Franska Polynesien med avsikt att lägga beslag på det kol som lagrats i hamnen. Fartygen genomförde ett kort bombardemang som resulterade i att den gamla kanonbåten Zélée sjönk. Spee fruktade dock att hamnen hade minerats och beslöt att undvika risken. Fransmännen hade också satt eld på kolförråden för att hindra tyskarna från att använda kolet.

### Sjöslaget vid Coronel

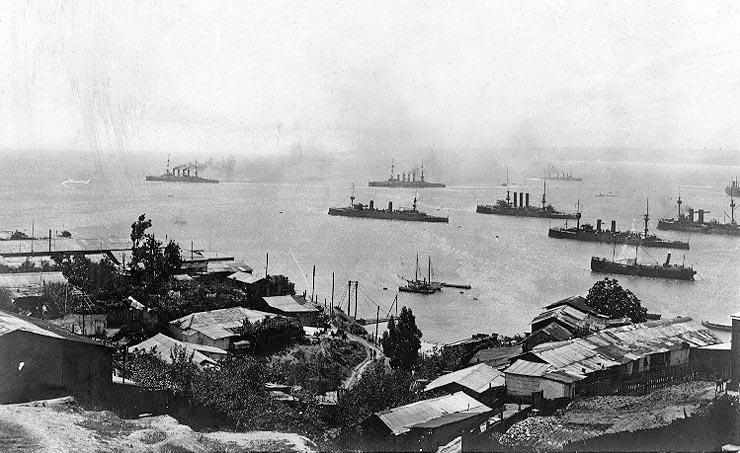
Den tyska eskadern lämnar Valparaíso.

Vid 17:00 den 1 november 1914 mötte den Östasiatiska eskadern Cradocks fartyg utanför Coronel. Eftersom de tyska fartygen hade ett övertag i hastighet kunde Spee hålla avståndet till 18 kilometer, innan han närmade sig till 12 km för att angripa den brittiska flottiljen vid 19:00. Scharnhorst träffade Good Hope cirka 34 gånger; minst en av granaterna trängde in i Good Hopes ammunitionsmagasin, vilket resulterade i en enorm explosion som förstörde fartyget. Den lätta kryssaren Nürnberg närmade sig på nära håll för att attackera Monmouth; efter kraftig beskjutning sjönk även Monmouth. Den brittiska lätta kryssaren Glasgow och hjälpkryssaren Otranto flydde båda i skydd av mörkret. Förste Sea Lord Jackie Fisher anmärkte att det var "krigets sorgligaste sjöstrid". Nederlaget var det första som Royal Navy drabbades av sedan slaget vid Plattsburgh 1814. När nyheten om slaget nådde kejsare Wilhelm II i Berlin beordrade han att 300 järnkors skulle delas ut till männen i Spees eskader. Efter att ha bunkrat i Valparaíso avgick Östasieneskadern till Falklandsöarna för att förstöra den brittiska radiosändaren som fanns där.

### Sjöslaget vid Falklandsöarna

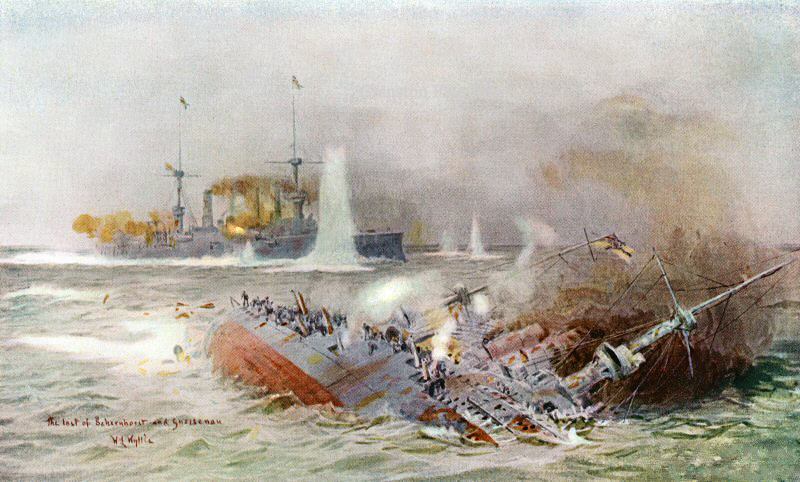
Scharnhorst sjunker medan Gneisenau fortsätter striden.

Ungefär sex timmar efter att nyheten om slaget nått England beordrade Fisher amiral John Jellicoe, befälhavare för Grand Fleet, att avdela slagkryssarna Invincible och Inflexible för att jaga de tyska fartygen. Viceamiral Doveton Sturdee fick befälet över flottiljen, som även omfattade pansarkryssarna Carnarvon, Cornwall, Defence och Kent samt de lätta kryssarna Bristol och Glasgow, som hade överlevt Coronel. Sturdees fartyg nådde Falklandsöarna på morgonen den 8 december, strax innan Spees eskader anlände. Britterna upptäckte den Östasiatiska eskadern kl. 09.40. Spee var ovetande om att britterna hade skickat de två slagkryssarna, och när han observerade dem beordrade han sina fartyg att dra sig tillbaka. Trots försprånget kom de snabba slagkryssarna snabbt ikapp de slitna tyska fartygen, som just hade avslutat en resa på 16 000 sjömil utan reparationer.
Omkring klockan 13:20 öppnade slagkryssarna eld på ett avstånd av 14 kilometer. Efter en två timmar lång strid låg Scharnhorst död i vattnet och hade en kraftig slagsida. Fartyget sänktes kort därefter. Gneisenau hade träffats mer än 50 gånger på nära håll; besättningen gav tre jubelrop för kejsaren innan fartyget sjönk. Nürnberg och Leipzig sänktes också, även om Dresden lyckades fly tillfälligt innan även hon förstördes utanför Juan Fernándezöarna. Omkring 2 200 män dödades, bland dem Spee.